# Bocaranga
Bocaranga è una subprefettura della Prefettura di Ouham-Pendé, nella Repubblica Centrafricana.